# Angeli Bayani
Pour les articles homonymes, voir Bayani.
Pour les articles homonymes, voir Del Rosario.
Angeli Bayani est une actrice de série télévisée et de cinéma philippine.

## Filmographie
- 2003 : Ang huling birhen sa lupa : GRO
- 2003 : Filipinas : la journaliste
- 2005 : Sitak : la jeune femme surnommée The Cake Lady
- 2006 : Kwarto (court métrage) : Ruby
- 2006 : Ang huling araw ng linggo : Julie
- 2016 : Death in the Land of Encantos : Catalina
- 2008 : Adela : Mercy
- 2008 : Imoral : la sœur d'Abi
- 2008 : Melancholia : Alberta Munoz / Jenine
- 2008 : Huling biyahe
- 2008 : UPCAT : Nanay
- 2008 : Kolorete : Magdalena
- 2009 : Aurora (court métrage)
- 2009 : Independencia
- 2009 : Manila : Bea
- 2009 : Esclaves des mers (téléfilm)
- 2009 : Squalor
- 2009-2016 : Maalaala mo kaya (série télévisée) : Arlene / Yolly jeune
- 2009 : Panahon na : Ava
- 2009 : The Game of Juan's Life : Mercy
- 2009 : Nagsimula sa puso (série télévisée) : Eloisa la secrétaire
- 2010 : Ben & Sam : professeure Castro
- 2010 : Detektib (court métrage) : la tueuse
- 2010 : Pink Halo-Halo
- 2010 : Muli : Nerissa
- 2010 : Beautiful Girl (série télévisée) : l'hôte du bar
- 2010 : Chassis
- 2010 : Presa
- 2011 : Baby Factory : Gina
- 2011 : Century of Birthing
- 2011 : Ka Oryang
- 2011 : Sirip (court métrage)
- 2011 : Angelito: Batang ama (série télévisée) : Maggie
- 2011 : Haruo
- 2012 : Graceland : Lina Villar
- 2012 : Wildlife : la première sirène
- 2012 : Lilet Never Happened : Rosing
- 2012 : Unawa (court métrage)
- 2012 : Crossroads
- 2013 : Never Say Goodbye (tl) (série télévisée) : Clara
- 2013 : Norte, the End of History : Eliza
- 2013 : Bayan ko (mini-série) : Nena Santiago
- 2013 : Taoag (court métrage) : Cynthia
- 2013 : Palad ta ang nagbuot
- 2013 : Ilo Ilo : Terry
- 2013 : Purok 7
- 2013 : Lauriana
- 2013 : Tinik
- 2013 : The Guerilla Is a Poet : Julieta de Lima jeune
- 2014 : Wansapanataym (série télévisée) : Mangkukulam
- 2014 : Ronda
- 2014 : Crocodile : Divina
- 2014 : Wattpad Presents (mini-série) : Joan
- 2014 : Wagas (série télévisée) : Flora Gasser jeune
- 2014 : Wala sa gubat ang mga hayop (court métrage) : la vendeuse
- 2015 : Let the Love Begin (série télévisée) : Yaya Eds
- 2015 : Beast : Divina Ramirez
- 2015 : Magpakailanman (série télévisée) : Beth / Ms. Madlangsakay
- 2015 : Iisa : Ross
- 2015 : Karelasyon (série télévisée) : Mika
- 2016 : That's My Amboy (série télévisée) : Neng
- 2016 : Ned's Project : Ned
- 2016 : Mrs.
- 2021 : Onoda, 10 000 nuits dans la jungle d'Arthur Harari : Iniez